# Palazzo Zorzi Galeoni
Palazzo Zorzi Galeoni lub Palazzo Zorzi a San Severo – renesansowy pałac w Wenecji, w dzielnicy (sestiere) Castello, zbudowany według projektu Maura Codussiego około 1500 roku. Jego nazwa pochodzi od nazwiska pierwszego zleceniodawcy, Marca Zorziego.

## Historia
Palazzo Zorzi Galeoni został zaprojektowany po 1480 roku przez Maura Codussiego. Marco Zorzi, zleceniodawca budowy, znał Codussiego jako architekta, który zaprojektował kaplicę jego rodziny w kościele San Michele in Isola. Zlecenie przypuszczalnie zostało złożone przed pożarem Pałacu Dożów w 1483 roku, w odbudowie którego Codussi najprawdopodobniej uczestniczył. Tak jak w przypadku tego ostatniego jego projekt dotyczył przebudowy już istniejącego, gotyckiego gmachu. Również podobnie jak przypadku Pałacu Dożów zostało w pałacu Zorzi dobudowane mezzanino z pewną liczbą poziomych podziałów i wykończone belkowaniem. Pilastry okalające okna, łączą gzymsy z belkowaniem. Podobne wzmocnienie zostało zastosowane w Prokuracji Starej przy placu św. Marka. Pałac został ukończony około 1500 roku, jako jedno ostatnich dzieł Codussiego.
W budynku pałacu przez długi czas mieściły się lokale mieszkaniowe, wskutek czego jego wnętrza doznały poważnych szkód, zwłaszcza ich bogate dekoracje. Przebudowy oraz powszechna niestabilność gruntu sprawiły, że administracja miejska po 1987 roku kilkakrotnie remontowała budynek w celu przywrócenia oryginalnego stanu jego dachów, podłóg i ścian. Kolejne projekty naprawcze i poszukiwania ewentualnego użytkowania sprawiły, że w 1995 roku decyzją gminy i na wniosek rządu włoskiego przeznaczono budynek pałacu na biura UNESCO. Wybór UNESCO, instytucji naukowej o niewielkich wymaganiach powierzchniowych i technicznych ograniczonej przestrzeni i wymaganiach technicznych, pozwolił na opracowanie planu rewaloryzacji gmachu z pełnym poszanowaniem typologii jego architektury i jego monumentalnego charakteru.
Regionalne Biuro UNESCO ds. Nauki i Kultury w Europie (wł. Ufficio Regionale UNESCO per la Scienza e la Cultura in Europa), z siedzibą w Wenecji, jest jedynym urzędem terytorialnym UNESCO we Włoszech i jedyną jednostką UNESCO z określonym mandatem w regionie europejskim. Jego zadaniem jest promowanie współpracy naukowej i kulturalnej w Europie, ze szczególnym uwzględnieniem Europy Południowo-Wschodniej i basenu Morza Śródziemnego, w ramach ogólnego programu UNESCO.

## Architektura
Pałac cechuje wysoce oryginalna forma. Monumentalny kompleks, zbudowany na planie litery L, składa się z bryły budynku oraz dziedzińca o wymiarach około 12 x 12 m położonego od strony południowo-zachodniej. Główna fasada, wychodząca na kanał San Severo ma długość na 34,5 m i jest całkowicie pokryta kamieniem istryjskim i poziomo oznaczona kamiennymi warstwami, przeplatanymi otworami, balustradami i tondami. Fasada wychodząca na dziedziniec wewnętrzny wznosi się na arkadowym portyku. Jej otynkowaną ścianę ożywiają wysokie, podwójne okna. Do budynku od strony kanału prowadzi troje drzwi, a z salizady Zorzi na dziedziniec wewnętrzny – dwoje. Na terenie dziedzińca znajduje się studnia.